# Il sacrificio di Ifigenia (dramma)
Il sacrificio di Ifigenia (El sacrificio de Ifigenia) è una tragedia di José de Cañizares.
È un rifacimento della Ifigenia di Jean Racine, nonché una ripresa dell Ifigenia in Aulide di Euripide. L'opera fu portata a compimento da Cándido María Trigueros.

## Trama
Nella regione dell'Aulide in Grecia l'esercito acheo, capitanato da Agamennone e Menelao si arresta. Infatti dovrebbe partire per Troia, dove il pusillanime Paride ha portato la bella Elena, sposa di Menelao, re di Sparta. Infatti il mare è misteriosamente divenuto burrascoso e la partenza delle navi è impossibile. Dato che non si sa come fare, Agamennone chiede all'indovino Calcante di rivelargli il responso degli Dei. La dea Diana (Artemide) infuriata con il re Agamennone per un'offesa recatale giorni prima durante una caccia, visto che il figlio di Atreo si era vantato di essere il più grande cacciatore della Terra e perfino dell'Olimpo. Menelao, fratello di Agamennone, lo ingiuria, visto che adesso la partenza è impossibilitata da ciò e che così la sua sposa sarà irraggiungibile a Troia. Agamennone replica a suo modo agli insulti, finché i due fratelli non incominciano a insultarsi riguardo alle loro posizioni politiche e ai loro domini della Grecia. Clitennestra, moglie di Agamennone, prova a sedare la rissa, ma è inutile. Interviene sulla scena sempre l'indovino Calcante che ha in mente una nuova profezia: a causa dell'ira della dea Diana, la quiete del mare dovrà essere pagata con un terribile sacrificio: quello della ragazza Ifigenia, la figlia minore di Agamennone dopo Elettra e Oreste. Clitennestra sviene dalla paura, mentre Agamennone riprende a litigare con Menelao, il quale gli suggerisce di non continuare le risse ma piuttosto di affrontare il problema chiamando i fidati Ulisse e Diomede, amici inseparabili. Costoro andranno a prelevare Ifigenia (ancora ignara di tutto) dal suo palazzo, con la scusa che deve partire per l'isola di Ftia dove l'attende il valoroso Achille, pronto a sposarla. Ifigenia tutta contenta si fa guidare da Diomede e Ulisse fino alla piazza della città, dove l'attende un sacerdote, pronto a compiere il sacrificio. Quando Ifigenia si accorge dell'amara realtà, cerca di svincolarsi, ma poi tremante si fa condurre all'altare, pronta a favorire il volere degli Dei. Agamennone non osa guardare e nemmeno Clitennestra, che lo maledice sottovoce e medita già la vendetta dopo il ritorno del re da Troia (che avverrà dopo ben dieci anni). Dopo la morte della ragazza, sulla scena sopraggiunge Achille, il quale è stato avvertito dell'inganno mosso contro Ifigenia. Egli è irato per essere stato citato in quella situazione familiare e per di più poi si mette a insultare con violenza Agamennone, che ha osato uccidere sua figlia solo per andare a Troia per il potere. Agamennone lo maledice (ma la vera lite tra i due avverrà sulle spiagge di Troia) e poi si mette a discutere di nuovo furiosamente con Menelao. Achille esprime il suo dissenso e il suo odio fondato per la politica e per i politici e si allontana verso la sua nave. La lite tra i due continua finché tutti i greci non decidono finalmente di partire affranti per la perdita di Ifigenia per l'Oriente a Troia.